# Cosmos linearifolius
Cosmos linearifolius là một loài thực vật có hoa trong họ Cúc. Loài này được (Sch.Bip.) Hemsl. mô tả khoa học đầu tiên năm 1881.